# Complexo do Pantanal Haapsalu-Noarootsi
O Complexo do Pantanal Haapsalu-Noarootsi (em estoniano:  Haapsalu-Noarootsi märgala) é um complexo de zonas húmidas no condado de Lääne, na Estónia. Desde 2011, este complexo é um local Ramsar.
A área do complexo é de 27.450 ha.
Este complexo é um importante local de hibernação, muda e reprodução de 225 espécies diferentes de aves.